# Троан
Троан или Траоне (фр. Traoné) — деревня и супрефектура в Чаде, расположенная на территории региона Ваддай. Входит в состав департамента Ассунга.

## Географическое положение
Деревня находится в восточной части Чада, к югу от вади Вава, на высоте 764 метров над уровнем моря.
Троан расположен на расстоянии приблизительно 717 километров к востоку-северо-востоку (ENE) от столицы страны Нджамены.

## Население
По данным официальной переписи 2009 года численность населения Троана составляла 24 721 человек (11 858 мужчин и 12 863 женщины). Население супрефектуры по возрастному диапазону распределилось следующим образом: 54,1 % — жители младше 15 лет, 41,2 % — между 15 и 59 годами и 4,7 % — в возрасте 60 лет и старше.

## Транспорт
Ближайший аэропорт расположен в городе Абеше.